# Dibyapuri
Dibyapuri – gaun wikas samiti w zachodniej części Nepalu w strefie Lumbini w dystrykcie Nawalparasi. Według nepalskiego spisu powszechnego z 2001 roku liczył on 1439 gospodarstw domowych i 7387 mieszkańców (3720 kobiet i 3667 mężczyzn).